# جیمز ملکونیان
جیکز ملکونیان ( انگلیسی: James Melkonian؛ زادهٔ ۶ آوریل ۱۹۶۱) کارگردان فیلم و فیلم‌نامه‌نویس ارمنی‌تبار اهل ایالات متحده آمریکا است.

## زندگی‌نامه
وی در ۶ آوریل ۱۹۶۱ در به دنیا آمد .